# Козлов, Николай Кузьмич
Никола́й Кузьми́ч Козло́в (16 [28] января 1893, Кострома — 29 августа 1973, Москва) — советский партийный и государственный деятель, председатель исполнительного комитета Саратовского краевого Совета (1934).

## Биография
Член РСДРП(б) с 1909 года.
Один из организаторов подпольной большевистской организации г. Костромы. Арестовывался в 1910, 1911 и 1912 годах, по август 1913 года находился в административной высылке в Великом Устюге. В сентябре 1913 года вновь был арестован и выслан в Олонецкую губернию.
С декабря 1915 года служил в армии. На Румынском фронте встретил Февральскую революцию. Являлся председателем полкового, членом дивизионного комитета; вёл агитационную и организаторскую работу среди солдат.
После Октябрьской революции вернулся в Кострому, по сентябрь 1918 года возглавлял Костромской городской комитет РКП(б). С сентября 1918 по март 1921 года — председатель (с 1920 — ответственный секретарь) Костромского губернского комитета РКП(б); одновременно с апреля по ноябрь 1920 — председатель исполнительного комитета Костромского губернского Совета.
В 1921 году участвовал в подавлении Кронштадтского мятежа, после чего оставлен на партийной работе в Петрограде.
С февраля 1922 по октябрь 1924 года возглавлял исполнительный комитет Архангельского губернского Совета, одновременно являлся председателем Архангельского городского совета (23.9.1922 — 26.10.1924). В последующем работал ответственным инструктором ЦК ВКП(б).
С 17 декабря 1929 в течение полугода — ответственный секретарь Крымского областного комитета ВКП(б); в 1931—1933 годах — председатель исполнительного комитета Нижне-Волжского краевого Совета.
После пребывания (1933—1934) в должности заместителя заведующего отделом административно-хозяйственных и профсоюзных кадров ЦК ВКП(б) в январе 1934 года назначен председателем Исполнительного комитета Саратовского краевого Совета.
26 января—10 февраля 1934 года делегат XVII съезда ВКП(б) с решающим голосом от Саратовской парторганизации.
С 1934 года заведовал секретариатом Президиума ЦИК СССР, в последующем был начальником Канцелярии Президиума Верховного Совета СССР.
Избирался членом ВЦИК 10-го созыва (1922—1924).
В 1959 году вышел на пенсию.
Похоронен на Новодевичьем кладбище Москвы.